# Bellota longimana
Bellota longimana är en spindelart som först beskrevs av Willis J. Gertsch 1936.  Bellota longimana ingår i släktet Bellota och familjen hoppspindlar. Inga underarter finns listade.